# Aladdin și regele hoților
Aladdin și regele hoților (titlu original: Aladdin and the King of Thieves) este un film american de aventuri muzical fantastic de animație direct-pe-video din 1996, produs de Walt Disney Television Animation. A fost regizat de Tad Stones. Rolurile principale au fost interpretate de actorii Scott Weinger, Robin Williams și John Rhys-Davies.

## Distribuție
- Scott Weinger - Aladin
  - Brad Kane - Aladin (voce cântând)
- Robin Williams - Genie
- John Rhys-Davies - Cassim
  - Merwin Foard - Cassim (voce cântând)
- Linda Larkin - Prințesa Jasmine
  - Liz Callaway - Prințesa Jasmine (voce cântând)
- Gilbert Gottfried - Iago
- Jerry Orbach - Sa'luk
- Frank Welker - Abu
- Val Bettin - The Sultan
- Jim Cummings - Razoul
- CCH Pounder - The Oracle

Alte roluri de voce au fost interpretate de Jeff Bennett, Corey Burton, Jess Harnell, Clyde Kusatsu, Rob Paulsen și Frank Welker.